# テレビ自動車学校
テレビ自動車学校（ -じどうしゃがっこう）は、1959年4月10日 から1969年3月30日までNHK教育で放送されたテレビ番組である。

## 概要
自動車に興味を持ち、運転免許取得を考えている者（当時は自動車教習所に行かずに運転免許を取る者も珍しくなかった）や運転初心者のために自動車運転の基礎知識を提供する実用番組であった。『技能講座』の第2弾講座として放送開始し、NHK名古屋放送局制作で独立番組化した。10年間放送された。自動車運転の基礎知識のほかに、交通事故防止キャンペーンや、大正時代から現代までの日本の自動車の発展ぶりを特集した「国産車の歩み」も放送した。

## 放送時間
- 1959年4月 - 1961年3月：金曜 21:00 - 21:30
- 1961年4月 - 1963年3月：金曜 20:45 - 21:30
- 1963年4月 - 1964年3月：月・水曜 21:00 - 21:30
- 1964年4月 - 1965年3月：月・木曜 19:00 - 19:30
- 1965年4月 - 1966年3月：月・木曜 19:30 - 20:00
- 1966年4月 - 1967年3月：土曜 19:00 - 20:00
- 1967年4月 - 1969年3月：日曜 20:00 - 21:00

## 出演者
- 愛知県警察本部自動車運転免許試験場
  - 飯野宏一、横田幸二、徳田政郎、百瀬定靖
- 自動車技術会
  - 桜井雅彦、神戸俊吉
- 愛知県自動車整備振興会
  - 山本忠